# Malajský dolar
Malajský dolar (malajsky ringgit; v písmu jawi رڠڬيت) byl měnou britských kolonií a protektorátů v Malajsku a v Bruneji v letech 1939 až 1953. Měna byla zavedena v roce 1939, kdy nahradila dolar Průlivových osad.

## Mince
V letech 1939 až 1950 byly vydávány mince o hodnotě ½ centu (bronz), 1 cent (bronz), 5, 10 a 20 centů (stříbro .750, poté .500 a v letech 1948 až 1950 mědinikl). Všechny mince měly podobný design jako dolar Průlivových osad. V roce 1943 byla u jednocentové mince snížena hmotnost a zmenšeny rozměry kvůli ceně materílů v průběhu druhé světové války a mnce o hodnotě ½ centu v roce 1940 se zcely přestaly vyrábět, ačkoli byly nadále zákonným platidlem. Všechny mince měly na averzu podobizmu Jiřího VI.

## Bankovky
Bankovky s nominální hodnotou 1, 5 a 10 dolarů byly tištěny ve Spojeném království pro oběh v Malajsku v roce 1940, avšak loď s bankovkami o hodnotě 1 a 5 dolarů byla zajata německými silami a do oběhu se tak dostaly pouze 10dolarové bankovky. Kvůli válce v Evropě vytisklo Oddělení průzkumu (Survey Department) pro oběh bankovky s hodnotami 10 a 25 centů. Ty byly v roce 1941 nahrazeny bankovkami vytištěnými Thomasem de la Rue v nominálních hodnotách 1, 5, 10, 20 a 50 centů.
Poté, co Britové po druhé světové válce znovu získali kontrolu nad Malajskem, byly v roce 1945 vydány bankovky (datované rokem 1941) v nominálních hodnotách 1, 5, 10, 50, 100, 1 000 a 10 000 dolarů.

### Centové bankovky
| Obrázek                                                 | Obrázek                               | Hodnota  | Hlavní barva               | Popis    | Popis | Datum vydání | Tisk                                         |
| Averz                                                   | Reverz                                | Hodnota  | Hlavní barva               | Averz    | Reverz | Datum vydání | Tisk                                         |
| ------------------------------------------------------- | ------------------------------------- | -------- | -------------------------- | -------- | --- | ------------ | -------------------------------------------- |
| One Cent Straits Settlements Malay States 1st July 1941 |                                       | 1 cent   | Fialová, oranžová          | Jiří VI. | Státní znak Federovaných malajských států (vlevo), Průlivových osad (uprostřed nahoře) a Nefederovaných malajských států a Bruneje (vpravo). | 1941         | Thomas De La Rue                             |
|                                                         |                                       | 5 centů  | Červená, zelená            | Jiří VI. | Státní znak Federovaných malajských států (vlevo), Průlivových osad (uprostřed nahoře) a Nefederovaných malajských států a Bruneje (vpravo). | 1941         | Thomas De La Rue                             |
|                                                         |                                       | 10 centů | Tmavě modrá, růžová, hnědá | Jiří VI. | Státní znak Federovaných malajských států (vlevo), Průlivových osad (uprostřed nahoře) a Nefederovaných malajských států a Bruneje (vpravo). | 1940         | Survey Department, Federované malajské státy |
|                                                         |                                       | 10 centů | Modrá, růžová              | Jiří VI. | Státní znak Federovaných malajských států (vlevo), Průlivových osad (uprostřed nahoře) a Nefederovaných malajských států a Bruneje (vpravo). | 1941         | Thomas De La Rue                             |
| Malayan Dollar Note, 20 cent, Obverse                   | Malayan Dollar Note, 20 cent, Reverse | 20 centů | brown/orange               | Jiří VI. | Státní znak Federovaných malajských států (vlevo), Průlivových osad (uprostřed nahoře) a Nefederovaných malajských států a Bruneje (vpravo). | 1941         | Thomas De La Rue                             |
|                                                         |                                       | 25 centů | Zelená, oranžová           | Jiří VI. | Státní znak Federovaných malajských států (vlevo), Průlivových osad (uprostřed nahoře) a Nefederovaných malajských států a Bruneje (vpravo). | 1940         | Survey Department, Federované malajské státy |
| Malayan Dollar Note, 50 cent, Obverse                   | Malayan Dollar Note, 50 cent, Reverse | 50 centů | Filaová, oranžová          | Jiří VI. | Státní znak Federovaných malajských států (vlevo), Průlivových osad (uprostřed nahoře) a Nefederovaných malajských států a Bruneje (vpravo). | 1941         | Thomas De La Rue                             |

### Dolarové bankovky
| Obrázek                          | Obrázek                          | Hodnota | Hlavní barva         | Popis    | Popis | Datum vydání |
| Averz                            | Reverz                           | Hodnota | Hlavní barva         | Averz    | Reverz | Datum vydání |
| -------------------------------- | -------------------------------- | ------- | -------------------- | -------- | --- | ------------ |
|                                  |                                  | $1      | Zelená               | Jiří VI. | Státní znak Federovaných malajských států (vlevo), Průlivových osad (uprostřed nahoře) a Nefederovaných malajských států a Bruneje (vpravo). | 1940         |
| Malayan Dollar Note, $1, Obverse | Malayan Dollar Note, $1, Reverse | $1      | Modrá                | Jiří VI. | Státní znak Federovaných malajských států (vlevo), Průlivových osad (uprostřed nahoře) a Nefederovaných malajských států a Bruneje (vpravo). | 1941         |
|                                  |                                  | $5      | Modrá                | Jiří VI. | Státní znak Federovaných malajských států (vlevo), Průlivových osad (uprostřed nahoře) a Nefederovaných malajských států a Bruneje (vpravo). | 1940         |
|                                  |                                  | $5      | Zelená, žlutá        | Jiří VI. | Státní znak Federovaných malajských států (vlevo), Průlivových osad (uprostřed nahoře) a Nefederovaných malajských států a Bruneje (vpravo). | 1941         |
|                                  |                                  | $10     | Fialová              | Jiří VI. | Státní znak Federovaných malajských států (vlevo), Průlivových osad (uprostřed nahoře) a Nefederovaných malajských států a Bruneje (vpravo). | 1940         |
|                                  |                                  | $10     | Červená              | Jiří VI. | Státní znak Federovaných malajských států (vlevo), Průlivových osad (uprostřed nahoře) a Nefederovaných malajských států a Bruneje (vpravo). | 1941         |
|                                  |                                  | $50     | Modrá, fialová       | Jiří VI. | Státní znak Federovaných malajských států (vlevo), Průlivových osad (uprostřed nahoře) a Nefederovaných malajských států a Bruneje (vpravo). | 1941         |
|                                  |                                  | $100    | Červená, zelená      | Jiří VI. | Státní znak Federovaných malajských států (vlevo), Průlivových osad (uprostřed nahoře) a Nefederovaných malajských států a Bruneje (vpravo). | 1941         |
|                                  |                                  | $1000   | Modrá, fialová       | Jiří VI. | Státní znak Federovaných malajských států (vlevo), Průlivových osad (uprostřed nahoře) a Nefederovaných malajských států a Bruneje (vpravo). | 1941         |
|                                  |                                  | $10,000 | Zelená, světle hnědá | Jiří VI. | Státní znak Federovaných malajských států (vlevo), Průlivových osad (uprostřed nahoře) a Nefederovaných malajských států a Bruneje (vpravo). | 1941         |